# تصوير (بهائية)
فيما يتعلق بالتصوير الفني في الدين البهائي، فإنه يواصل تقليدًا موجودًا في الإسلام بعدم استخدام الصور أو التمثيل الدرامي لأشخاص يُعتبرون مظاهر إلهية، مثل الباب وبهاء الله. ورغم وجود عدد من الصور المرسومة أو الفوتوغرافية لهما، إلا أن مشاهدتها تكون نادرة، وغالبًا ما تتم أثناء الحج البهائي إلى عكا وحيفا.
وقد أوضح شوقي أفندي، أنه لا مانع من النظر إلى صورة حضرة بهاء الله، "ولكن ينبغي لهم أن يفعلوا ذلك بأقصى درجات الاحترام، ولا ينبغي لهم أيضاً أن يسمحوا بعرضها علناً على العامة، حتى في منازلهم الخاصة."
كتب شوقي أفندي ، الرئيس المعين للدين من عام 1921 إلى عام 1957:
"لا مانع أن ينظر المؤمنون إلى صورة حضرة بهاء الله ، ولكن ينبغي لهم أن يفعلوا ذلك بأقصى درجات الاحترام، ولا ينبغي لهم أيضاً أن يسمحوا بعرضها علناً على العامة، حتى في منازلهم الخاصة."
(من رسالة كتبت بالنيابة عن شوقي أفندي إلى أحد المؤمنين، بتاريخ 6 ديسمبر 1939، أعيد نشرها في كتاب أنوار الهداية ، ص 540)
وقد كتب شوقي أفندي أيضًا في توجيهات الوصي بشأن صورة الباب:
أما صورة الباب، فقد وصفها بأنها "امتياز ونعمة لا تقدر بثمن، حيث حُرمت الأجيال الماضية من رؤية وجه المظهر، بعد رحيله."
(شوقي أفندي، توجيهات الولي ، ص 43)